# Croque-matin
Croque-Matin était une émission pour la jeunesse créée, produite et présentée par Claude Pierrard et diffusée le mercredi matin à 9 h sur Antenne 2 du 11 janvier 1989 au 21 juin 1989,.

## Principe de l'émission
Avec Croque-Matin, Claude Pierrard ressuscite un peu sur Antenne 2 ce qu'était Croque-vacances. Là encore, il est accompagné d'une marionnette, le corbeau jaune Borco. L'émission mélange dessins animés et reportages.